# Thoré-la-Rochette
Thoré-la-Rochette és un municipi francès, situat al departament del Loir i Cher i a la regió de Centre – Vall del Loira. L'any 2007 tenia 927 habitants.

## Demografia

### Població
El 2007 la població de fet de Thoré-la-Rochette era de 927 persones. Hi havia 398 famílies, de les quals 100 eren unipersonals (36 homes vivint sols i 64 dones vivint soles), 145 parelles sense fills, 137 parelles amb fills i 16 famílies monoparentals amb fills.
La població ha evolucionat segons el següent gràfic:
Habitants censats

### Habitatges
El 2007 hi havia 471 habitatges, 402 eren l'habitatge principal de la família, 45 eren segones residències i 24 estaven desocupats. 452 eren cases i 16 eren apartaments. Dels 402 habitatges principals, 263 estaven ocupats pels seus propietaris, 130 estaven llogats i ocupats pels llogaters i 9 estaven cedits a títol gratuït; 4 tenien una cambra, 27 en tenien dues, 78 en tenien tres, 135 en tenien quatre i 158 en tenien cinc o més. 324 habitatges disposaven pel capbaix d'una plaça de pàrquing. A 178 habitatges hi havia un automòbil i a 189 n'hi havia dos o més.

### Piràmide de població
La piràmide de població per edats i sexe el 2009 era:
| Homes | Edats   | Dones |
| ----- | ------- | ----- |
| 0     | 95 o +  | 0     |
| 0     | 90 a 94 | 4     |
| 4     | 85 a 89 | 44    |
| 4     | 80 a 84 | 8     |
| 28    | 75 a 79 | 28    |
| 8     | 70 a 74 | 12    |
| 16    | 65 a 69 | 20    |
| 32    | 60 a 64 | 36    |
| 28    | 55 a 59 | 24    |
| 32    | 50 a 54 | 32    |
| 40    | 45 a 49 | 24    |
| 8     | 40 a 44 | 20    |
| 28    | 35 a 39 | 24    |
| 36    | 30 a 34 | 36    |
| 32    | 25 a 29 | 24    |
| 24    | 20 a 24 | 16    |
| 16    | 15 a 19 | 20    |
| 16    | 10 a 14 | 24    |
| 8     | 5 a 9   | 32    |
| 24    | 0 a 4   | 28    |

## Economia
El 2007 la població en edat de treballar era de 580 persones, 466 eren actives i 114 eren inactives. De les 466 persones actives 417 estaven ocupades (225 homes i 192 dones) i 49 estaven aturades (22 homes i 27 dones). De les 114 persones inactives 57 estaven jubilades, 34 estaven estudiant i 23 estaven classificades com a «altres inactius».

### Ingressos
El 2009 a Thoré-la-Rochette hi havia 409 unitats fiscals que integraven 937,5 persones, la mediana anual d'ingressos fiscals per persona era de 18.559 €.

### Activitats econòmiques
Dels 38 establiments que hi havia el 2007, 1 era d'una empresa extractiva, 1 d'una empresa alimentària, 5 d'empreses de fabricació d'altres productes industrials, 11 d'empreses de construcció, 7 d'empreses de comerç i reparació d'automòbils, 1 d'una empresa de transport, 1 d'una empresa d'hostatgeria i restauració, 3 d'empreses financeres, 1 d'una empresa immobiliària, 4 d'empreses de serveis, 2 d'entitats de l'administració pública i 1 d'una empresa classificada com a «altres activitats de serveis».
Dels 13 establiments de servei als particulars que hi havia el 2009, 1 era una oficina de correu, 1 una oficina bancària, 2 paletes, 3 guixaires pintors, 1 fusteria, 2 lampisteries, 2 electricistes i 1 perruqueria.
Dels 3 establiments comercials que hi havia el 2009, 1 era una botiga de més de 120 m², 1 una botiga de menys de 120 m² i 1 una fleca.
L'any 2000 a Thoré-la-Rochette hi havia 15 explotacions agrícoles que ocupaven un total de 1.067 hectàrees.

## Equipaments sanitaris i escolars
El 2009 hi havia 2 escoles elementals.

## Poblacions més properes
El següent diagrama mostra les poblacions més properes.